# Amsterdam (wyspa)
Wyspa Amsterdam (fr. Île Amsterdam, zwana też Nowy Amsterdam) – wyspa na południowym Oceanie Indyjskim, należąca do Francji i będąca częścią Francuskich Terytoriów Południowych i Antarktycznych. Razem z mniejszą, położoną 85 km na południe Wyspą Świętego Pawła tworzy dystrykt Wyspy Świętego Pawła i Amsterdam (fr. Saint-Paul-et-Amsterdam).
Wyspa jest niemal bezludna, jedynie w znajdującej się tam bazie Martin-de-Viviès mieszka ok. 30 naukowców.

## Topografia i klimat
Wyspa ta jest pochodzenia wulkanicznego, choć nie zaobserwowano na niej aktywności od 1792 r. Ma ona powierzchnię 58 km². Od strony zachodniej brzeg wyspy tworzą strome klify, wznoszące się od 400 do 700 m. Najwyższy szczyt wyspy, Mont de la Dives, ma wysokość 881 m n.p.m.
Klimat na wyspie jest umiarkowany, morski, ze stale wiejącym wiatrem zachodnim. Średnia temperatura równa jest 13 °C, a najniższą zanotowaną w przeciągu ostatnich 50 lat było 1,7 °C.

## Fauna i flora
Duża wilgotność sprawia, że na wyspie rośnie bujna roślinność, m.in. drzewa Phylica arborea, spotykane również na atlantyckich wyspach Tristan da Cunha. Występują tu liczne gatunki ptaków morskich, uchatki i słonie morskie. Gnieździ się tu endemiczny gatunek albatrosa – albatros białolicy.
Na wyspie żyje też dzikie stado bydła, sprowadzonego tu przez ludzi.

## Historia
Wyspa ta została odkryta w 1522 r. przez Juana Sebastiana Elcano, podczas pierwszej wyprawy dookoła Ziemi, rozpoczętej przez Magellana. Nazwę nadał jej w 1633 r. holenderski kapitan Antonio van Diemen, na cześć swojego statku Nieuw Amsterdam. Wyspa ta była w latach 1841–1851 własnością Polaka – Adama Piotra Mierosławskiego. Została mu ona nadana przez rząd francuski po jej ponownym odkryciu przez Mierosławskiego w 1840 r.
W 1924 r. wyspy zostały zaliczone do terytorium Madagaskaru, stając się kolonią francuską.